# Ghent (Virginia Occidental)
Ghent es un lugar designado por el censo ubicado en el condado de Raleigh en el estado estadounidense de Virginia Occidental. En el Censo de 2010 tenía una población de 457 habitantes y una densidad poblacional de 109,46 personas por km².

## Geografía
Ghent se encuentra ubicado en las coordenadas 37°37′7″N 81°6′23″O / 37.61861, -81.10639. Según la Oficina del Censo de los Estados Unidos, Ghent tiene una superficie total de 4.18 km², de la cual 3.32 km² corresponden a tierra firme y (20.53%) 0.86 km² es agua.

## Demografía
Según el censo de 2010, había 457 personas residiendo en Ghent. La densidad de población era de 109,46 hab./km². De los 457 habitantes, Ghent estaba compuesto por el 97.59% blancos, el 0% eran afroamericanos, el 0% eran amerindios, el 0.66% eran asiáticos, el 0% eran isleños del Pacífico, el 0% eran de otras razas y el 1.75% pertenecían a dos o más razas. Del total de la población el 0% eran hispanos o latinos de cualquier raza.